# Tixcacaltuyub

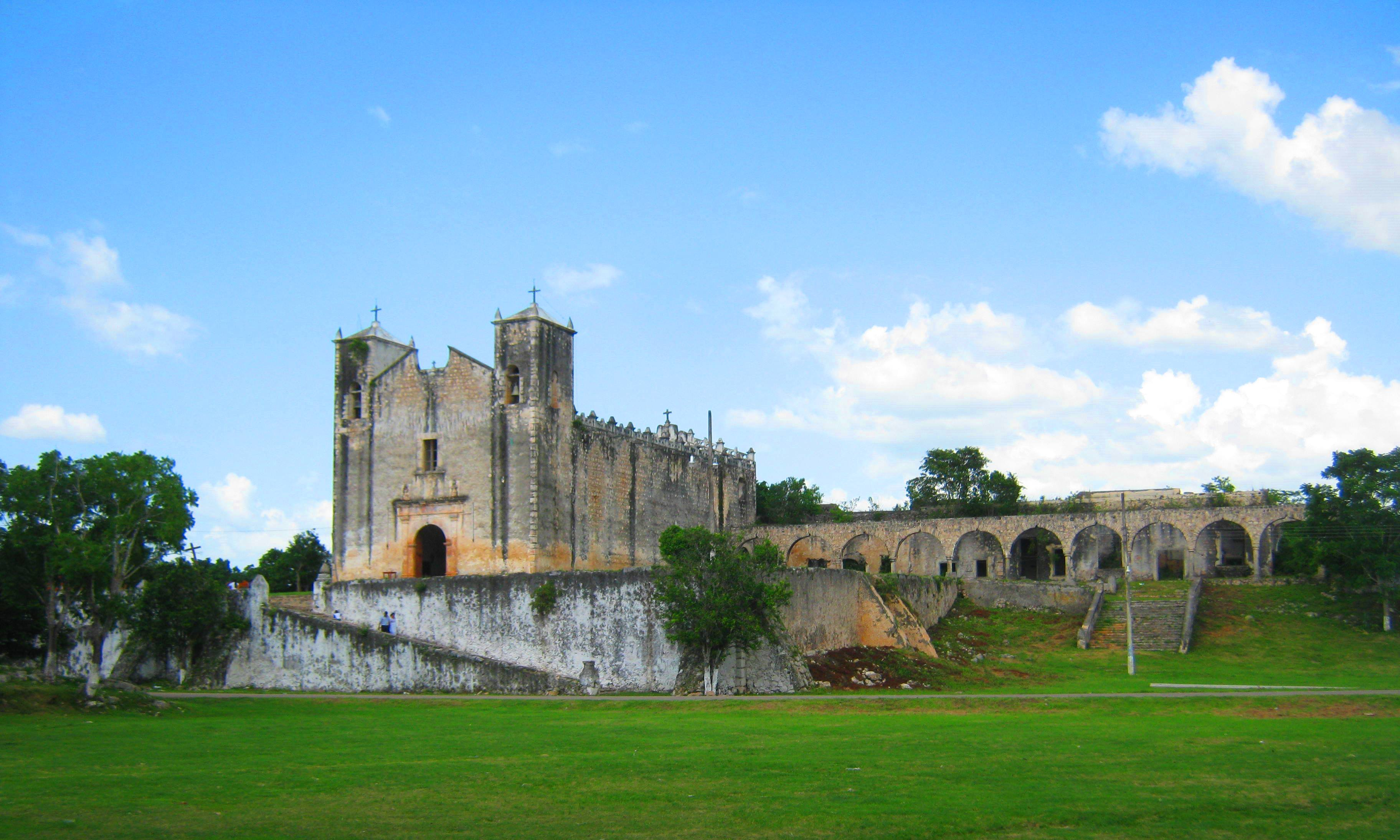
Iglesia y ex-convento de San Juan Bautista, Tixcacaltuyub, Yaxcabá, Yuc.

Tixcacaltuyub es una localidad del municipio de Yaxcabá en Yucatán, México.

## Toponimia
El nombre (Tixcacaltuyub) proviene del idioma maya.

## Datos históricos
- En 1923 pasa del municipio de Sotuta al de Yaxcabá.
- En 1970 cambia su nombre de Tixcacaltuyú a Tixcacal de Justo Sierra O'Reilly
- En 1980 cambia a Tixcacaltuyub.

En esta población nació, en los albores del siglo XIX, el periodista, historiador y literato Justo Sierra O'Reilly, razón por la cual la localidad recibió un tiempo el nombre del personaje.

## Demografía
Según el censo de 2005 realizado por el INEGI, la población de la localidad era de 1899 habitantes, de los cuales 956 eran hombres y 943 mujeres.
| 189                         | 221 | 152 | 236 | 341 | 469 | 543 | 701 | 892 | 1365 | 1507 | 1664 | 1899 |
| (Fuente: INEGI [Consultar]) |     |     |     |     |     |     |     |     |      |      |      |      |

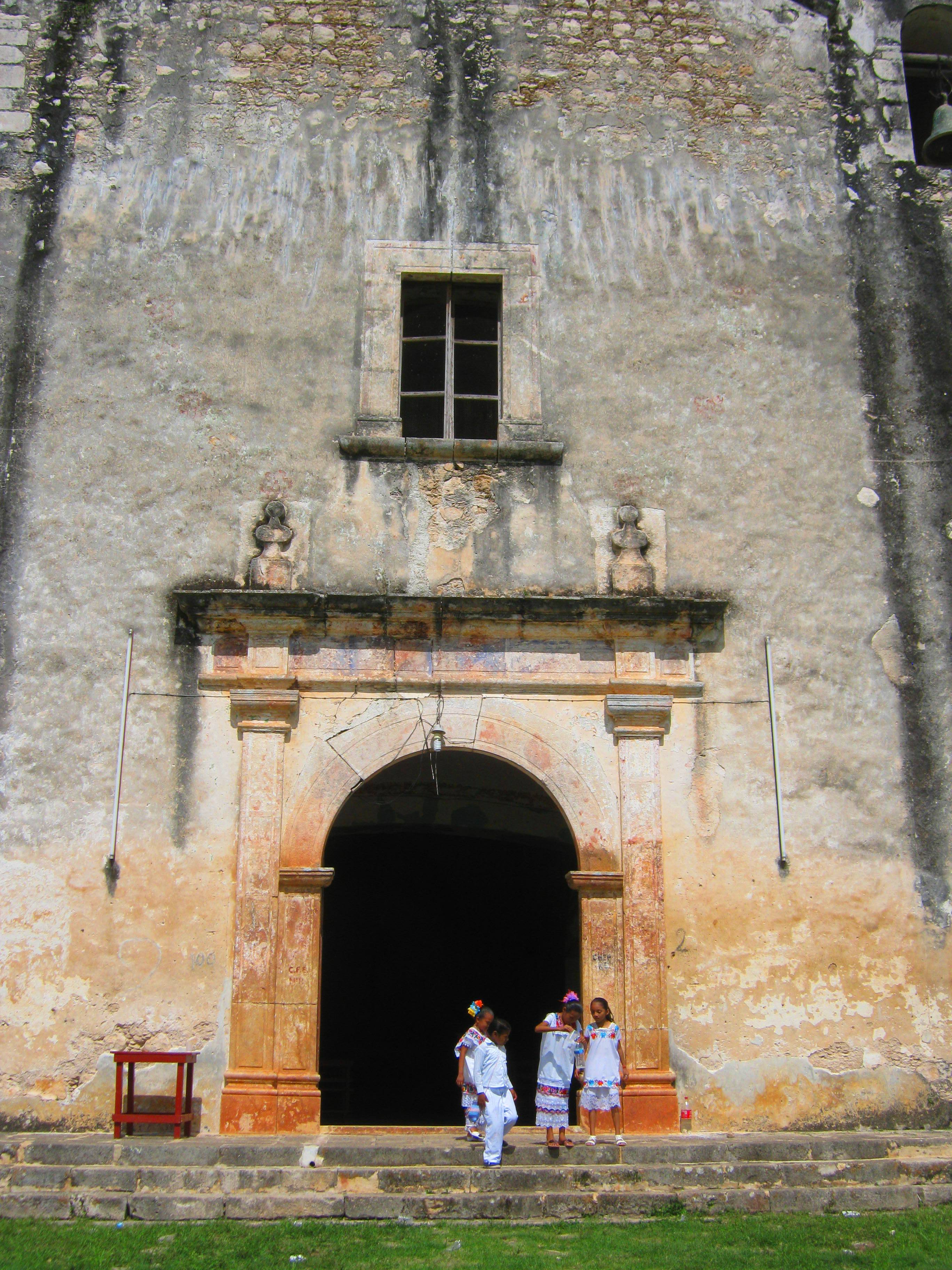
Entrada a la iglesia de San Juan Bautista, Tixcacaltuyub, Yaxcabá, Yuc.
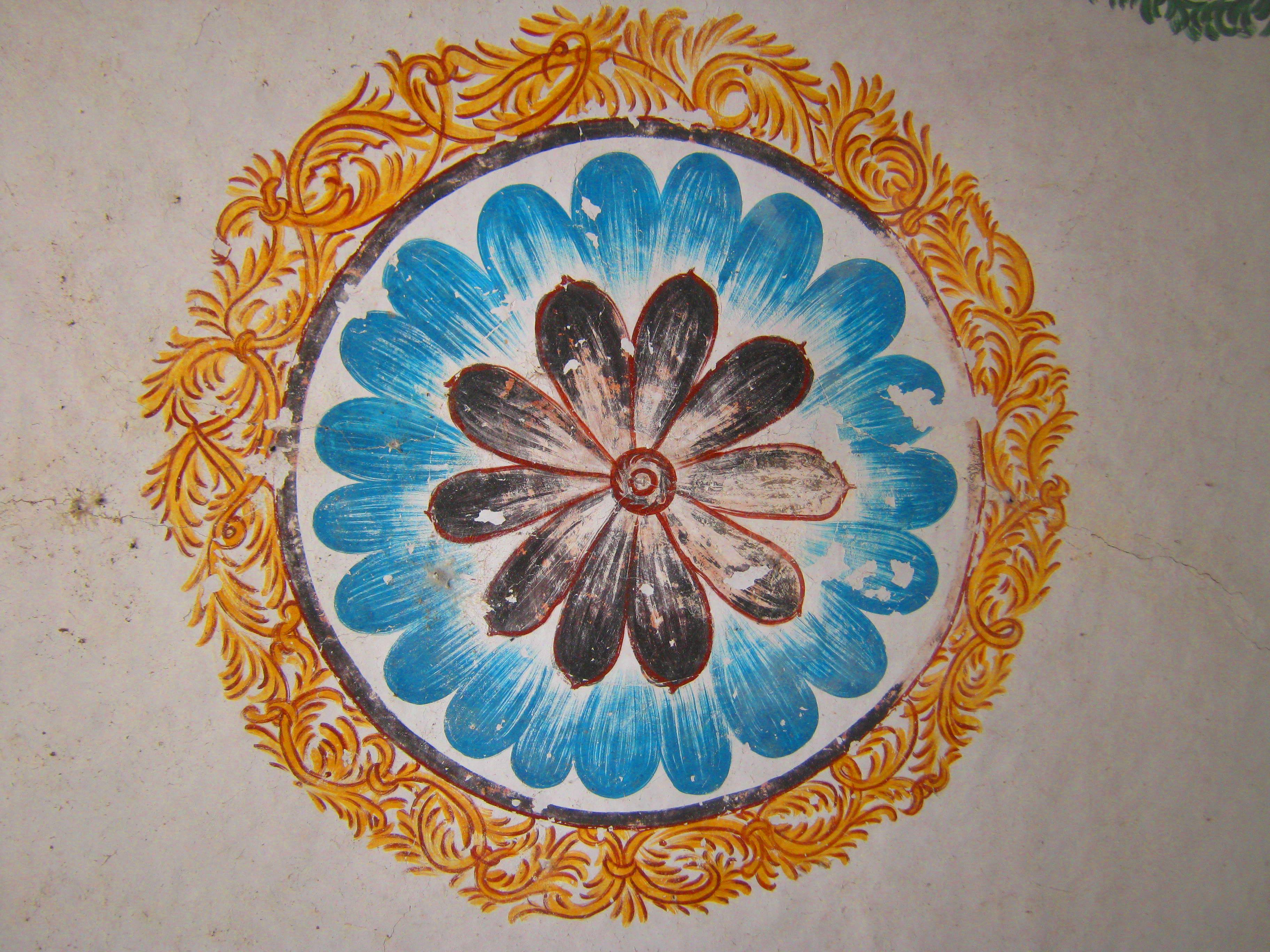
Decorado del interior de la iglesia de San Juan Bautista, Tixcacaltuyub, Yaxcabá, Yuc.
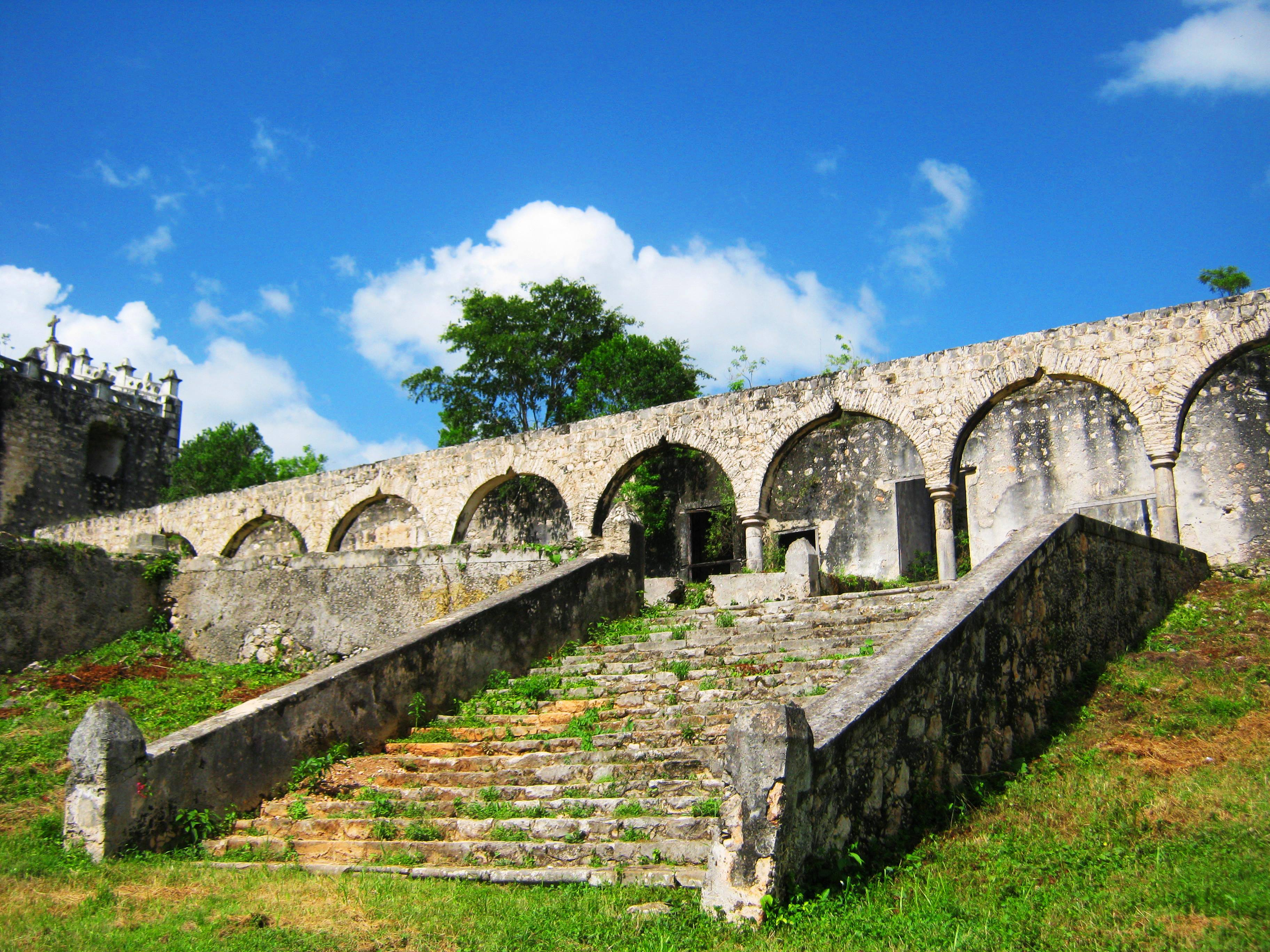
Escalinata del ex-convento de San Juan Bautista, Tixcacaltuyub, Yaxcabá, Yuc.
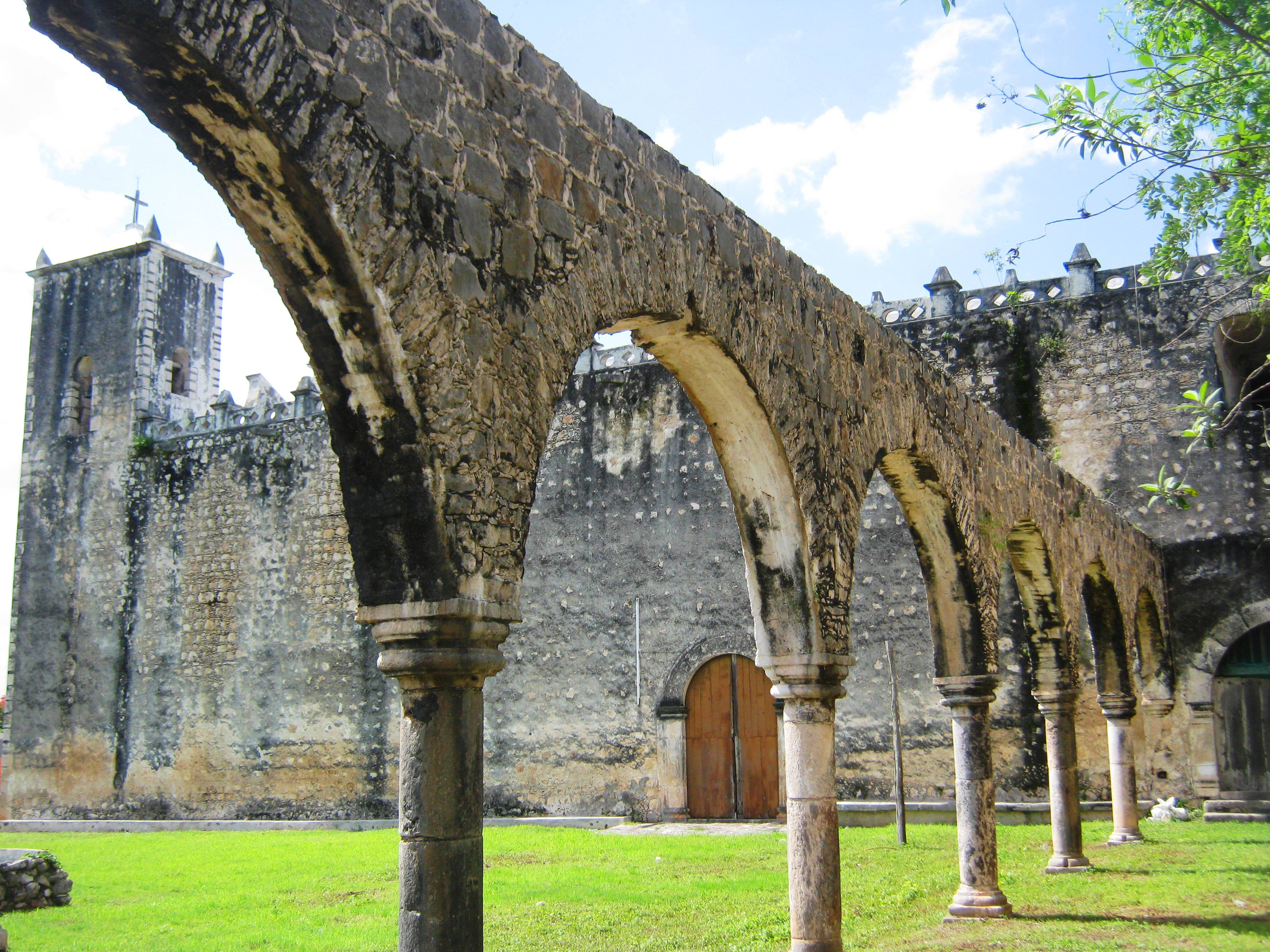
Arcos del ex-convento de San Juan Bautista, Tixcacaltuyub, Yaxcabá, Yuc.